# アンドロメダ座タウ星
アンドロメダ座τ星（アンドロメダざタウせい、τ Andromedae、τ And）は、アンドロメダ座の恒星である。見かけの等級は4.95で、郊外の空以上の暗い夜空では、肉眼でみることができる。ヒッパルコス衛星が測定した年周視差を基に計算した太陽からの距離は、およそ710光年である。

## 特徴
アンドロメダ座τ星は、スペクトル型がB8 IIIのB型巨星とみられる。質量は太陽の4.8倍、表面温度は1万3000K程度、光度は太陽のおよそ850倍と推定される。
アンドロメダ座τ星は、1918年に変光していると報告されたことがあるが、変光星であることは確かめられておらず、変光星総合カタログでも新しい変光星候補としての記載にとどまっている。

## 名称
中国では、アンドロメダ座τ星は天大將軍（拼音: Tiān Dà Jiāng Jūn）という星官を、アンドロメダ座γ星、ペルセウス座φ星、アンドロメダ座51番星、アンドロメダ座49番星、アンドロメダ座χ星、アンドロメダ座υ星、アンドロメダ座56番星、さんかく座β星、さんかく座γ星、さんかく座δ星と共に形成する。アンドロメダ座τ星自身は、天大將軍七（拼音: Tiān Dà Jiāng Jūn qī）つまり天大将軍の7番星と呼ばれる。